# Iton (bướm nhảy)
Iton là một chi bướm ngày thuộc họ Bướm nâu.

## Hình ảnh

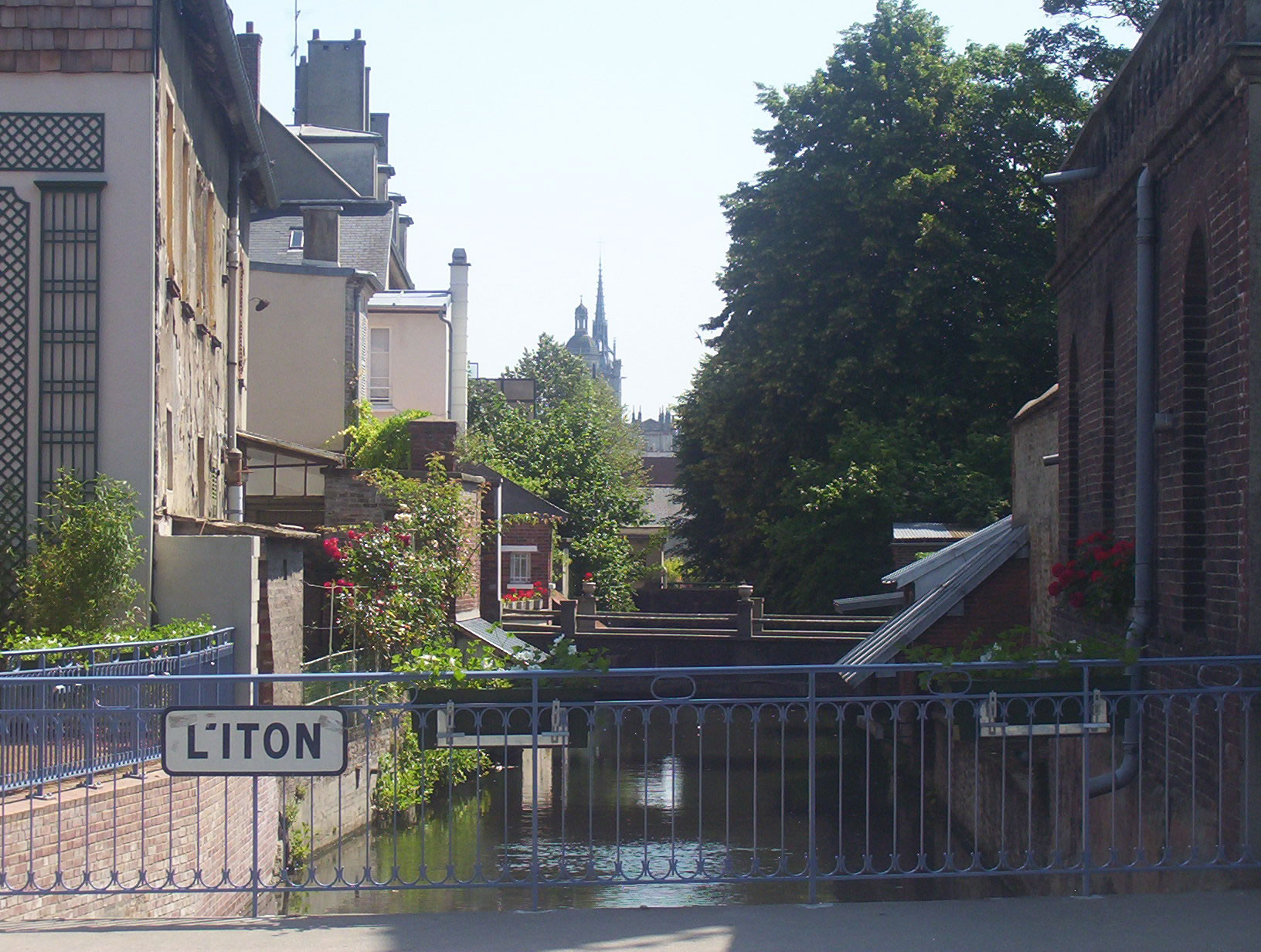
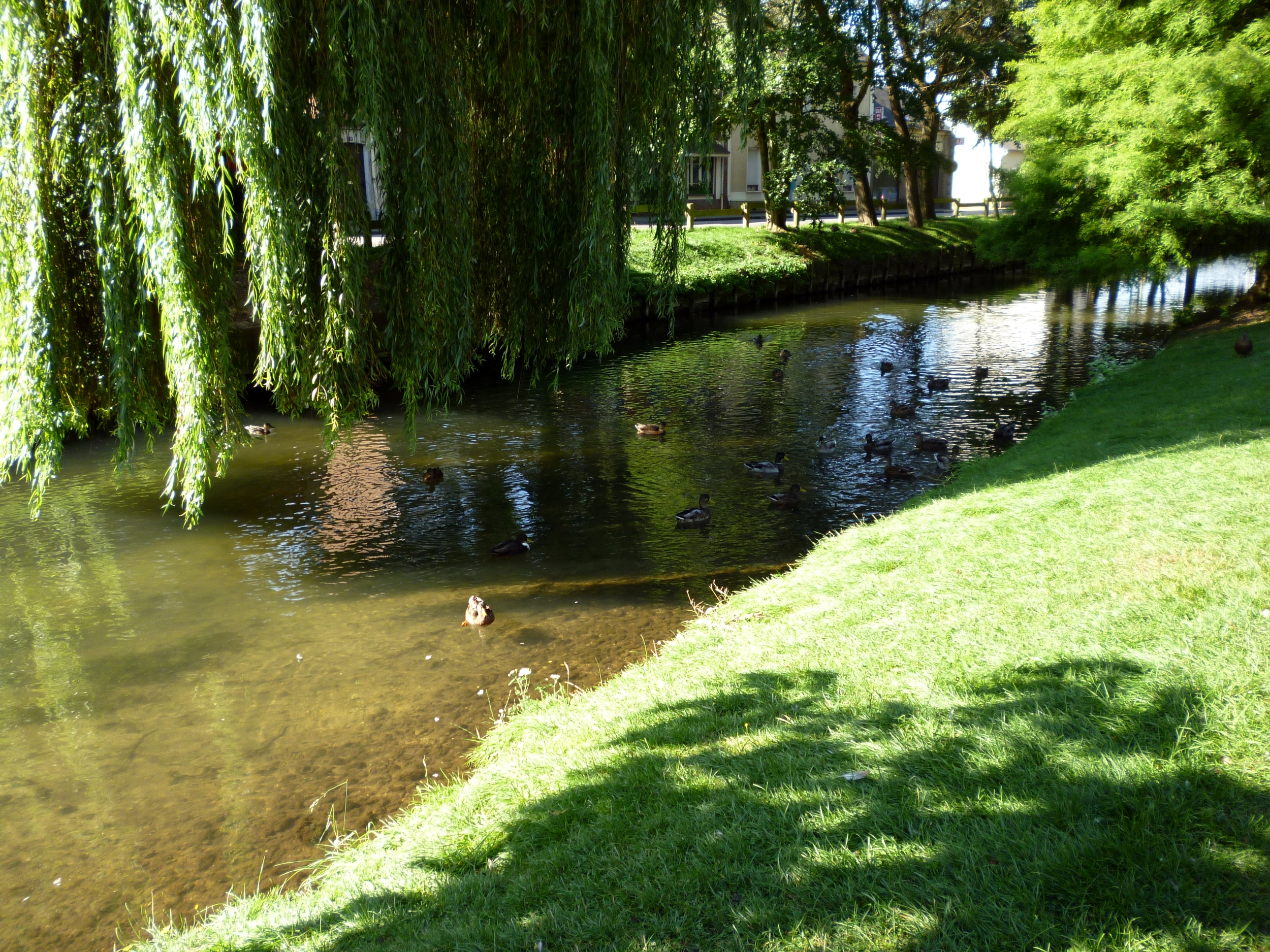
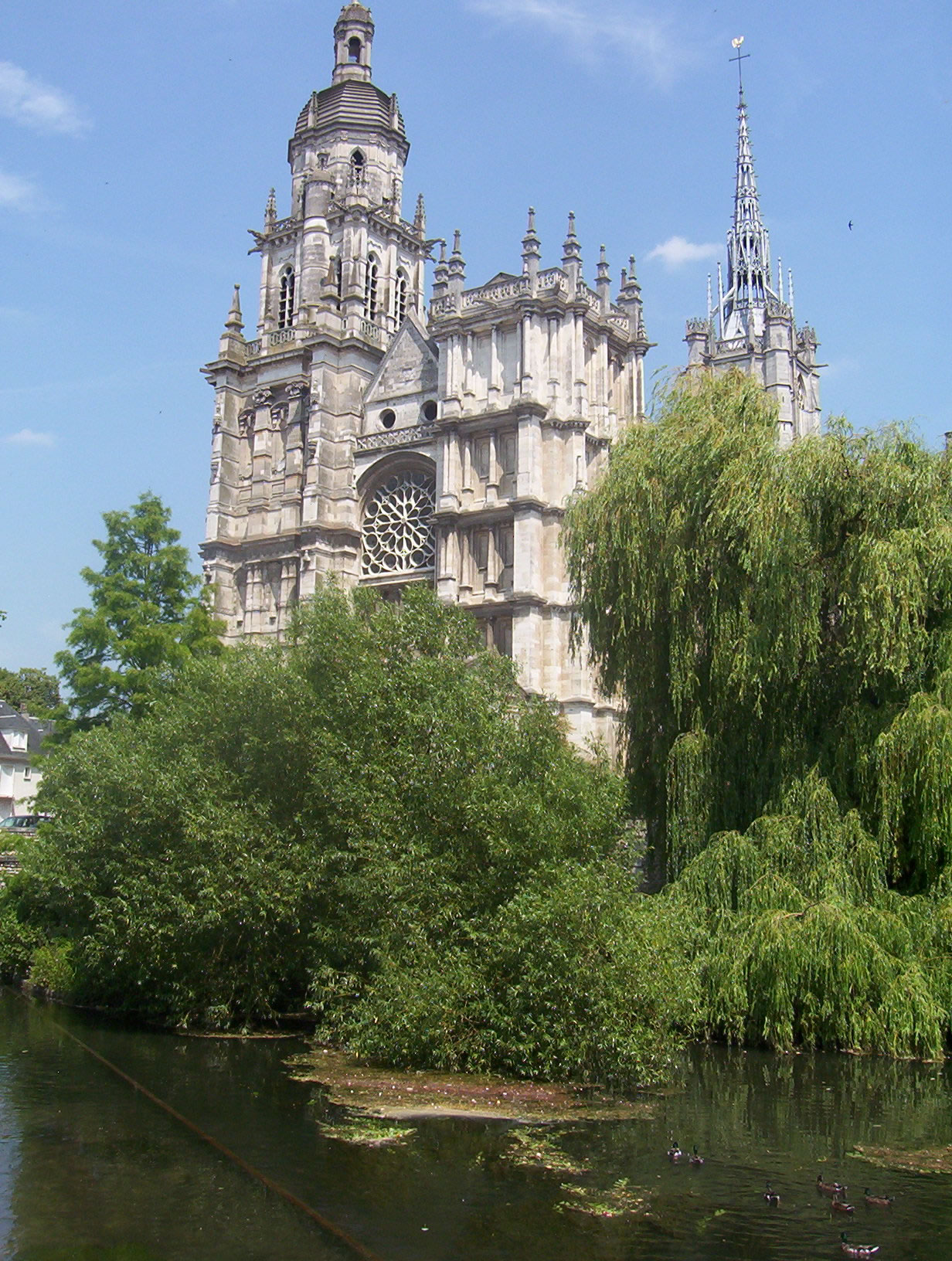